# Hermandad de la Soledad (Andújar)

La Hermandad de la Soledad es una hermandad y cofradía de culto católico de la ciudad española de Andújar (Jaén). Su nombre completo es Cofradía de la Soledad y Entierro de Cristo y Muy Antigua y Venerable Hermandad de la Trasfixión y Soledad de María Santísima de la Victoria. Tiene su residencia canónica en la iglesia parroquial de San Bartolomé Apóstol. Fue fundada en 1554.

## Historia
El origen de la Hermandad hay que buscarlo en la primitiva fundación conventual de los frailes mínimos, cuya comunidad se crea en 1495, erigiendo su cenobio en las afueras de la localidad, en el camino viejo que conduce al santuario de la Virgen de la Cabeza. Esta orden rendía culto a la advocación de la Soledad, siendo el monasterio de Andújar uno de las primeros en hacerlo en Andalucía. En la primera mitad del siglo XVI ya procesionaban los mínimos a esta imagen, con limosnas de los devotos, en la tarde del Viernes Santo. Se la denominaba “La Sola”. El culto interno y externo se regula mediante sus primeros estatutos, fechados el 9 de junio de 1554. En ellos se recoge su carácter penitencial  y se indica que forman parte de la corporación tanto hermanos de luz como de sangre. Es la corporación pasionista más antigua de Andalucía que rinde culto a esta advocación mariana.

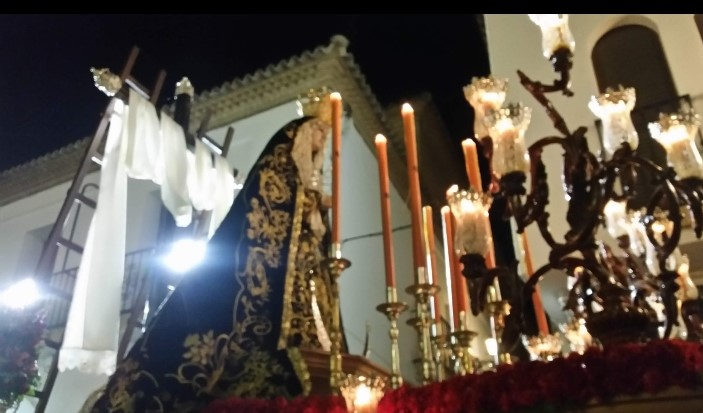
Nuestra Señora de la Victoria en su Soledad

Por un conflicto que surge en 1622 sabemos el hábito que vestían los hermanos: blanco y negro (como ocurre hoy en día). El Obispado ordena que sea monocolor y la Hermandad se defiende alegando que hace setenta años que usan esos dos colores. Esa doble tonalidad entronca con los ropajes con que se vestían a estas imágenes de la Soledad desde que surge la advocación: túnica blanca y manto negro.
En 1678 la comunidad de religiosos se traslada a un nuevo edificio, situado justo enfrente del convento de Jesús María, de religiosas mínimas, en el entramado urbano de la ciudad: el arrabal de San Bartolomé. A lo largo de los siglos XVI y XVII la Cofradía se engrandece y surgen diferentes escuadras: Santa Cruz, San Francisco de Paula, Santo Sepulcro (que redactó estatutos propios en 1684), San Juan y Nuestra Señora de la Victoria en su Soledad. A la advocación de la Soledad se une la de Victoria por ser este el nombre de la fundación mínima, tanto en su origen medieval como en el nuevo edificio barroco. En la iglesia conventual de la Victoria tuvo la Hermandad su capilla, en la nave del Evangelio. Uno de los actos de culto más interesantes era la escenificación del Descendimiento de Cristo, que tenía lugar en el interior del convento y que era previa a la salida procesional. En la segunda mitad del siglo XVII se hermana con la Cofradía de Jesús Nazareno de la Trinidad.
Parece que la Hermandad sufre una crisis a principios del siglo XVIII, como ocurre con otras asociaciones de fieles. De hecho, en 1731 los hermanos deben pleitear para impedir que la oligarquía local se haga cargo de la procesión y no ellos, como por derecho les correspondía. Hay constancia de que en esta época celebraban dos fiestas anuales: una el primer domingo después del día de Reyes y otra el domingo después de Todos los Santos. También celebraban los frailes la Octava de Dolores colocando la imagen de la Virgen en el altar mayor.
La ocupación de la ciudad por las tropas francesas va a afectar a la comunidad de mínimos y, por ende, a la Cofradía de la Soledad, que va a perder algunas de sus escuadras. En 1834 se suprime el convento por las leyes desamortizadoras y la imagen pasa a la parroquia de San Bartolomé. No obstante, en 1835 la comunidad de monjas mínimas reclama la propiedad sobre la Virgen y esta comienza a ser venerada en su iglesia conventual, aunque debía ser trasladada todos los años a la parroquia para el desfile procesional del Viernes Santo, parándose el paso delante del lugar que ocupó el convento de Mínimos. La Hermandad estará en crisis hasta 1839, ya que al año siguiente parece recuperarse la corporación, sin llegar al esplendor de siglos pasados. En 1897 hay un nuevo impulso, merced al mecenazgo ejercido por Francisco Barea Arcediano, que fue su hermano mayor hasta 1923. En este periodo se aprueban nuevos estatutos en 1917 y se denomina a la Cofradía como: Venerable Hermandad de Nuestra Señora de la Victoria, vulgo de la Soledad. También colaboran en esta renovación de la Cofradía Eduardo de Medio y Tomasa de Acebas, que les confieren a la corporación un estilo más sevillano.
La antigua imagen desaparece en la Guerra Civil y la Hermandad queda desorganizada, hasta que en 1950 se reorganiza bajo la presidencia del párroco de San Bartolomé, Pablo Palomino Martínez, y el auspicio de Carmen Mármol Trigo que dona la nueva imagen, realizada ese mismo año por el imaginero Francisco Palma Burgos en Úbeda. Esta señora también costeará el manto, la corona, el paso procesional, las túnicas y las típicas tulipas que portan los nazarenos en la estación penitencial. A día de hoy se desconoce el paradero de la antigua talla que, al parecer, no fue destruida y que pudiera ser del siglo XVIII o incluso del XVI, aunque transformada en 1634, y que podría haber salido de las manos de Gaspar Becerra.
Los sesenta-setenta suponen un nuevo declive en la Hermandad que se ve obligada a dejar de procesionar la imagen algunos años, hasta que en 1978 vuelve a resurgir con nuevos estatutos y un impulso que se ve acrecentado en la década de los noventa, con un nuevo proyecto de paso y la renovación de sus enseres, aunque sin perder la impronta de una Cofradía añeja, ligada a su barrio, que atesora varios siglos de devoción andujareña 
Celebra triduo a su Titular en Cuaresma. Monta Cruz de Mayo y organiza una procesión infantil también para esa festividad. Publica boletín bajo el nombre de Soledad.

## Pasos
Paso de Nuestra Señora de la Victoria en su Soledad. La imagen de Nuestra Señora de la Victoria en su Soledad es obra del imaginero malagueño Francisco Palma Burgos (1950) y fue restaurada en 1997-98 por José Luis Ojeda Navío y en 2007 por el imaginero Francisco Romero Zafra. Procesiona sobre paso del tallista José Carlos Rubio Valverde, según diseño de Pedro Palenciano Olivares, portado por cuadrilla de hermanas y hermanos costaleros. Lleva acompañamiento de banda de música.

## Sede canónica
Iglesia parroquial de San Bartolomé Apóstol. La Virgen recibe culto en un retablo de estilo neobarroco adquirido en un taller de Valencia. Se encuentra situado en la nave de la Epístola.

## Traje de estatutos
Los nazarenos visten túnica de color marfil con botonadura negra y bocamangas de encaje negro con filo de terciopelo del mismo color. Al nivel de la cintura llevan un cinturón ancho de terciopelo negro del cual pende la medalla de la hermandad. El caperuz de los nazarenos es de terciopelo negro ribeteado por cordón de color marfil, ostentando este el escudo de la hermandad. Calcetines y calzado negro y guantes blancos. El hábito de los fiscales y de la junta de gobierno es igual que el de los hermanos nazarenos, pero estos portan además capa de terciopelo negro con el escudo corporativo en el hombro izquierdo.

## Marchas dedicadas a la Hermandad
- “Soledad Iliturgitana”, Antonio Jesús Pareja Castilla  (agosto, 2011).
- “La Soledad de Maria”, Francisco Manuel    Vilchez Checa  (marzo, 2025).